# 她的聖域
《她的聖域》是Feng在2014年12月19日發售的戀愛冒險類型成人遊戲，2023年3月13日發售簡體中文版。

## 故事簡介
名瀨陽平某天晚上從秋葉原回家時，在電車晃動下碰到了一位女孩的屁股，並被該名女孩認為是痴漢，此時陽平認出這位女孩是自己的青梅竹馬秋善冬華。之後冬華向陽平提出要他當自己管家的要求，為求事情和平解決的陽平答應了冬華的條件。

## 登場角色
名瀨陽平
作品男主角。本八學園一年級生。由於陪同班同學鳳舞香購物而經常到秋葉原去，某天晚上從秋葉原回家時再次與冬華相遇。喜歡冬華，對於冬華提出要自己當她管家的要求並不會感到討厭。小學時常和冬華到秋葉原去，並在那時拍了一直珍藏的大頭貼。
秋善冬華（聲：遙空）
陽平的青梅竹馬與初戀對象。就讀名門大小姐學校榮羽學園。某天在電車上被陽平無意間摸屁股時指認他是痴漢，並威脅陽平如果不想去警察局就得當自己的管家，其實真正目的是為了爭取跟陽平相處的時間。父母因為做生意失敗就此家道中落，現在獨自一人住在小公寓，同時為了籌措學費在秋葉原的女僕咖啡廳打工。
名瀨由加奈（聲：吉住陽菜）
陽平的妹妹，中學生。個性不坦率，經常對陽平使用辛辣的言詞，但之後會對自己的不妥當舉動感到後悔。
鳳舞香（聲：奏雨）
陽平的同班同學，銀髮的混血兒。經常穿著貓耳連帽衣。有著御宅族的嗜好，平時會要陽平陪自己到秋葉原購物。

## 主題曲
片頭曲
作詞、作曲、編曲：堀江晶太，主唱：美月琴音
片尾曲
作詞、作曲、編曲：堀江晶太，主唱：安田瑞穗

## 評價
《她的聖域》在Getchu.com舉辦的美少女遊戲大賞2014中獲得色情部門第2名。於2014年度「萌系遊戲大賞」獲得話題賞，並於年間排名獲得第19名。

## 外部連結
- 官方網站 （页面存档备份，存于）（日語）